# Mariinsk
Mariinsk (ros. Мариинск) – miasto w Rosji, w obwodzie kemerowskim. W 2010 roku liczyło 40 526 mieszkańców.